# Otto Weddigen (Autor)

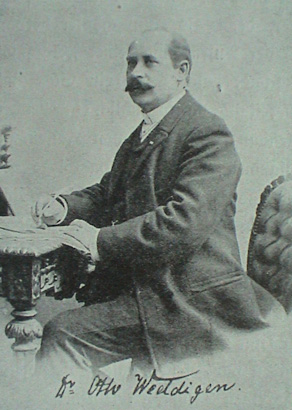
Otto Weddigen

Otto Weddigen (* 9. Februar 1851 in Minden; † 29. Januar 1940 in Berlin; vollständiger Name: Friedrich Heinrich Otto Weddigen) war ein deutscher Literaturwissenschaftler und Schriftsteller.

## Leben
Otto Weddigen war der Sohn eines Landwirts und ein Urenkel von Peter Florens Weddigen. Er besuchte das Gymnasium in Minden und nahm noch als Oberprimaner 1870/1871 am Deutsch-Französischen Krieg teil, in dem er sich eine schwere Typhuserkrankung mit Lähmungserscheinungen zuzog. Weddigen studierte neuere Sprachen, Geschichte, Literatur und Ästhetik an den Universitäten in Halle (Saale), Straßburg und Bonn. Ab 1874 wirkte er als Gymnasiallehrer in Schwerin; im gleichen Jahr promovierte er an der Universität Rostock mit einer Dissertation über das Rolandslied zum Doktor der Philosophie (Dr. phil.). 1876 legte er das 2. Staatsexamen ab, und von 1878 bis 1888 lehrte er an einem Gymnasium in Hamm (Westfalen). 1883 erfolgt seine Habilitation an der Technischen Hochschule Hannover. Nachdem es ihm nicht gelungen war, auf einen Universitätslehrstuhl berufen zu werden, war Weddigen von 1888 bis 1893 weiter als Gymnasiallehrer tätig, nun in Wiesbaden. 1893 wurde er in den Ruhestand versetzt und wirkte fortan als freier Schriftsteller. 1897 übersiedelte er nach (Berlin-)Charlottenburg.
Otto Weddigens Werk umfasst neben literaturgeschichtlichen Arbeiten Romane, Erzählungen, Gedichte – von denen zahlreiche als Lieder vertont wurden – und Theaterstücke. Von 1903 bis 1907 war er Herausgeber der Monatszeitschrift „Für unsere Kleinen“. Seit seinen Anfängen stets überaus patriotisch gesinnt, gehörte Weddigen während des Ersten Weltkriegs zu jenen Autoren, die die deutsche Kriegsteilnahme nicht nur mit literarischen Texten, sondern auch mit Sachbüchern über den Einsatz neuer Kriegswaffen wie U-Booten und Flugzeugen verherrlichten. Ob es dabei vereinzelt zu Verwechslungen mit dem gleichnamigen U-Boot-Kommandanten und Kriegshelden Otto Weddigen kam, ist unklar.

## Schriften

### Als Autor

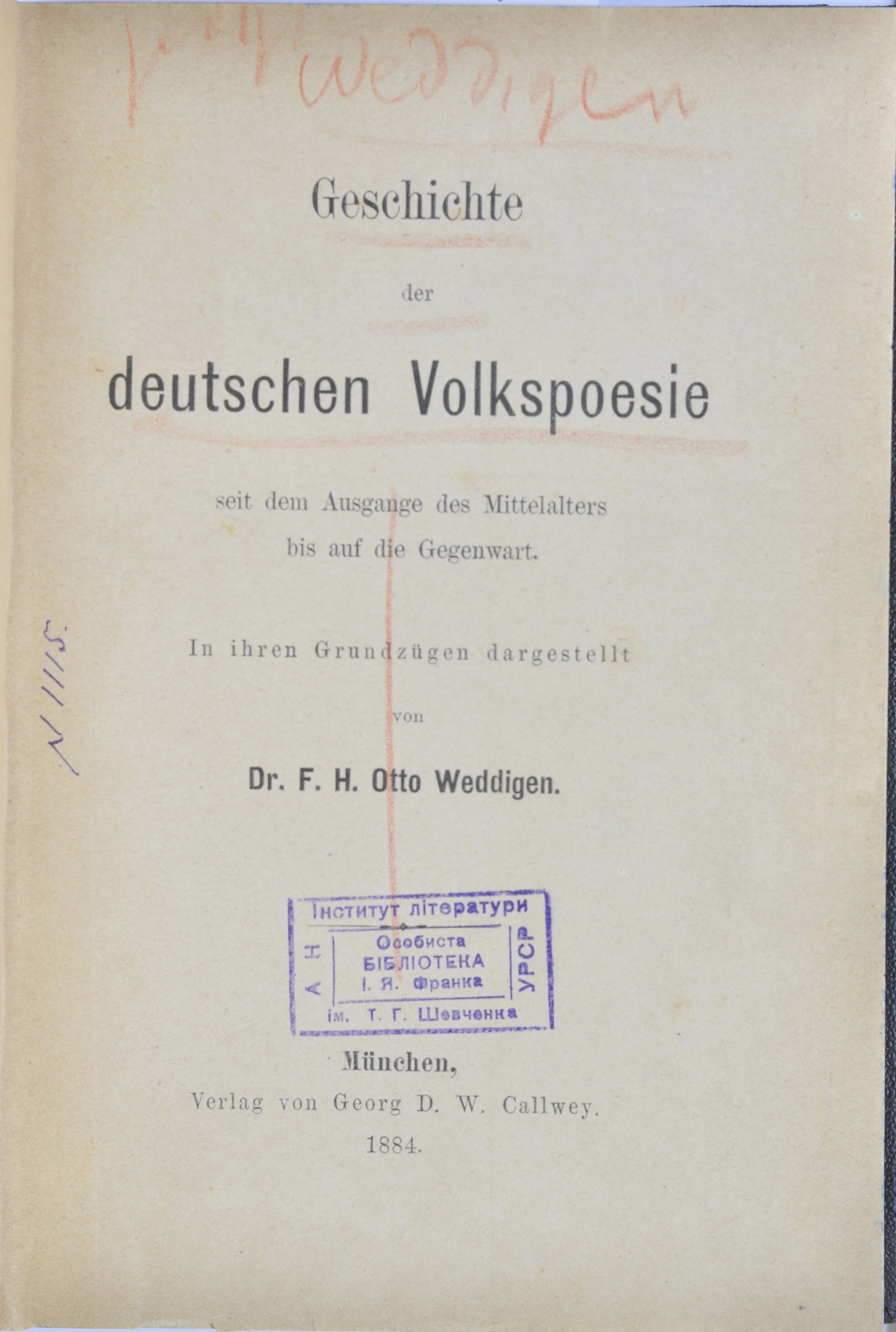
Geschichte der deutschen Volkspoesie, München 1884

- Étude sur la composition de la Chanson de Roland (d'après l'édition critique de Boehmer), Rostock 1874
- Lessings Theorie der Tragödie mit Rücksicht auf die Controverse über die "Katharsis tōn pathēmatōn", Berlin 1876
- Die nationale Reform unserer höheren Lehranstalten, Essen [u. a.] 1880
- Die patriotische Dichtung von 1870/71, Essen [u. a.] 1880
- Schwertlieder eines Freiwilligen aus dem Feldzuge von 1870 - 1871, Essen [u. a.] 1880
- Über die Notwendigkeit einer Professur für neuere Litteratur an den deutschen Hochschulen, Essen [u. a.] 1880
- Zur Würdigung der Sedan-Feier und des verflossenen Jahrzehnts, Essen [u. a.] 1880
- Studien und Erinnerungen, Essen [u. a.] 1881
- Geschichte der Einwirkungen der deutschen Litteratur auf die Litteraturen der übrigen europäischen Kulturvölker der Neuzeit, Leipzig 1882
- Aus der litterarischen Welt und für dieselbe, Hannover 1883
- Das Buch vom Sachsenherzog Wittekind, Minden i. Westf. 1883 (zusammen mit Hermann Gottlieb Friedrich Hartmann)
- Die Hohenzollern und die deutsche Litteratur, Düsseldorf 1883
- Gesammelte Dichtungen, Minden i.W.
  - 1 (1884)
  - 2 (1884)
- Geschichte der deutschen Volkspoesie, München 1884
- Lord Byrons Einfluß auf die europäischen Litteraturen der Neuzeit, Hannover 1884
- Der Sagenschatz Westfalens, Minden i. Westf. 1884 (zusammen mit Hermann Hartmann)
- Neue Gedichte, Kassel 1885
- Neue Märchen und Fabeln, München 1885
- Gedichte aus der Heimat und aus Italien, Norden [u. a.] 1886
- Von der roten Erde, Erfurt 1887
- Westfalen, Land der roten Erde, Minden 1887
- Helgamor und Godalind, Wiesbaden 1889
- Letzte Garben, Leipzig 1890
- Gesammelte Werke, Wiesbaden
  - 1. Gedichte, 1891
  - 2. Fabeln und Parabeln, 1891
  - 3. Märchen, 1892
  - 4. Epische und dramatische Dichtungen, 1889
  - 5. Epische Dichtungen, 1896
  - 6. Dramatische Dichtungen, 1896
- Zur Geschichte des deutschen Meistergesanges, Wiesbaden 1891
- Über den Meistergesang, Wiesbaden : Ritter, 1891, in Jahresbericht : über das Schuljahr ... 1890/91 Digitalisat
- Märchen, Wiesbaden 1892
- Ein einiges Christentum und eine einige christlich-deutsche Kirche, Berlin 1893
- Das Wesen und die Theorie der Fabel und ihre Hauptvertreter in Deutschland, Leipzig 1893
- Bilder aus dem Teutoburger Walde und Wesergebirge, Bielefeld 1894
- Bilder aus der westfälischen Geschichte, Bielefeld 1894
- Der deutschen Jugend Schatzkästlein, Berlin 1894
- Geschichte des Königlichen Theaters in Wiesbaden, Wiesbaden 1894
- Was ist die Bibel? Der Wahrheit die Ehre!, Berlin 1894
- "Der Kampf des Geistes" und "Ideal und Dämon", Leipzig 1896
- Novellen und Erzählungen, Leipzig
  - 1 (1896)
  - 2 (1896)
- Westfalen, Paderborn 1896
- Schmied Mimer, Essen (Ruhr) 1897
- Deutsches Jugendbuch, Berlin 1898
- Schein und Sein, Leipzig 1898
- Schwänzelpeter und Schlumpelliese, Langensalza 1898 (zusammen mit August H. Plinke)
- Von der roten Erde, Bochum [u. a.] 1898
- Geschichte der Berliner Theater, Berlin 1899. Digitalisat
- Litteratur und Kritik, Leipzig 1899
- Der Raub der Odaliske, Leipzig 1901
- Aufsätze und Reden, Wald, Rheinland [u. a.] 1902
- Erinnerungen aus meinem Leben, Gotha 1902
- Die Ruhestätten und Denkmäler unserer deutschen Dichter, Halle 1903
- Ans Herz der Jugend!, Elberfeld 1904
- Die deutsche Sage und das deutsche Volksmärchen, Stuttgart 1904
- Geschichte der Theater Deutschlands, in hundert Abhandlungen dargestellt (...), Berlin
  - Band I, 1904 Digitalisate
  - Band II, 1906 Digitalisat
- Auf dem Heiratsbureau, Bonn 1905
- Auf falscher Spur, Essen-Ruhr 1905
- Jung-Siegfried, Oldenburg [u. a.] 1905
- Den Manen Schillers, Halle 1905
- Die Bettlerin von San Marco und andere Novellen, Heilbronn 1907
- Das griechische und römische Theater und das Theater Shakespeares in ihrer kulturgeschichtlichen Entwicklung, Leipzig 1907
- Hans Tunichtgut, Altenburg S.-A. 1907 (zusammen mit Friedrich Wolfgang Weddigen)
- Kaiser Karl V., Leipzig 1907
- Krieg und Katastrophen, Leipzig 1907
- Der König von Sion, Leipzig 1908
- Neues und Altes von der "Roten Erde", Duisburg [u. a.] 1908
- Doktor Eisenbart, Kempten [u. a.] 1909
- Dramatische Bilder aus der westfälischen Geschichte, Bielefeld 1909
- Leichtsinn und Ehre, Leipzig 1909
- Nausikaa, Leipzig 1909
- Thomas Pfefferling, der Afrikafahrer, Altenburg 1909 (zusammen mit Friedrich Wolfgang Weddigen)
- Unter der Vaterschuld, Jena 1910
- 1812 - 1813, Bonn 1912
- Westfalens Anteil an den Befreiungskriegen, Leipzig 1912
- Kriegsgedichte 1914, Berlin 1914
- Neue Kriegsgedichte 1914/15, Dresden-A. 1915
- Unser Seeheld Weddigen, Berlin 1915. Die Neuausgabe Unser Seeheld Weddigen. Sein Leben und seine Taten; Vervollständigt und berichtigt auf Grund eingehender Forschungen und genauer Unterlagen des Reichsmarineamts: (Drei Türme-Verlag, Berlin 1933) wurde nach Ende des Zweiten Weltkrieges in der Sowjetischen Besatzungszone auf die Liste der auszusondernden Literatur gesetzt.[1]
- Das erste Handels-Unterseeboot "Deutschland" und sein Kapitän Paul König, Leipzig 1916
- Unsere Möwe!, Leipzig 1916
- Unser Unterseebootkrieg und unsere Unterseeboothelden, Leipzig 1917
- Deutschlands Luftkrieg und Heldenflieger 1914 - 1917, Regensburg 1918
- Wie können wir eine Gesundung und Blüte unserer deutschen Literatur erreichen?, Liebenwerda 1918
- Ausgewählte Märchen, Charlottenburg 1922
- Aus Kaiserreich und Republik, Berlin-Charlottenburg 1924
- Aus Sturmes Tagen, Vlotho a.d. Weser 1929
- Einiges über mein Schaffen, Charlottenburg 1931
- Poetische Werke, Berlin
  - 1. Lieder und Gedichte, Balladen und Romanzen, Fabeln und Parabeln, Sprüche und Aphorismen, 1932
  - 2. Märchen, Dorfgeschichten, Novellen und Erzählungen, 1932
  - 3. Dramen, 1932

### Als Herausgeber
- Auswahl englischer Gedichte, Paderborn 1877
- Auswahl französischer Gedichte, Paderborn 1879
- Peter Florens Weddigen: Geistliche Oden und Lieder, Leipzig 1879
- Unser Vaterland in Liedern deutscher Dichter älterer und neuerer Zeit, Kassel 1880
- Westfalen, das Land der "roten Erde" in der Dichtung, Minden 1881 (UB Paderborn)
- François Ponsard: Charlotte Corday, Leipzig [u. a.] 1898
- Festschrift zur hundertjährigen Wiederkehr der Befreiungskriege von 1813, 1814, 1815 und zur Einweihung des Völkerschlachtdenkmals bei Leipzig, Leipzig 1912